# História da Croácia

Desenvolvimento das fronteiras croatas

- Este artigo é sobre a História da Croácia. Veja também Reino da Iugoslávia e República Socialista Federal da Iugoslávia.

A Croácia surgiu na forma de um ducado e, posteriormente, como um reino . Nos dez séculos seguintes, manteve-se como um Estado distinto, com um governante (ban) e um parlamento, mas obediente a reis e imperadores de diversas potências vizinhas, em especial a Hungria e a Áustria. O período entre os séculos XV e XVII foi marcado por conflitos amargos com o Império Otomano. Incorporada à Iugoslávia durante boa parte do século XX, a Croácia recuperou a sua independência em 1991.

## Período pré-eslavo
O território conhecido hoje como Croácia é habitado desde a Pré-História. Escavações arqueológicas evidenciaram vestígios ósseos de neandertais, datados do Paleolítico Médio, por toda região norte da Croácia e com o sitio mais bem preservado em Krapina. Remanescentes de várias culturas Neolíticas e da Idade do Cobre foram encontradas por todas as regiões do país.  Os diversos vales de rios existentes na região norte do país, aglomeram a maior quantidade de sítios arqueológicos e seus habitantes são representados pelas culturas Starčevo, Vučedol e Baden A Idade do Ferro deixou traços antigos da cultura Ilíria Hallstatt e a Celta La Tène
Posteriormente, a área foi habitada pelos Ilírios e Liburnianos, enquanto as primeiras colônias Gregas se estabeleciam nas ilhas de Vis e Hvar.

## Províncias Romanas da Panônia e Dalmácia
Dalmácia era a região norte do reino da Ilíria entre os séculos IV e III a.C., quando eclodem as Guerras Ilíricas. Em 168 a.C. a República Romana estabeleceu seu protetorado ao sul do rio Neretva. A região norte ao Neretva foi sendo assimilada vagarosamente, até ser incorporada como Província de Ilírico entre 32-27 a.C.
A partir de então, a região da Dalmácia se tornou parte da Província de Ilírico. Entre os anos 6 e 9 d.C., os dálmatas realizaram uma série de revoltas junto com os panônios, mas quando foi finalmente esmagada, no ano 10 a província de Ilírico foi dividida em duas: as províncias da Panônia e Dalmácia.
A província da Dalmácia se expandiu por terra cobrindo todos os Alpes Dináricos e a região ocidental da costa Adriática. Também foi onde nasceu o Imperador Diocleciano, que quando se retirou do poder em 305, construiu um grande palácio perto de Salona, onde desenvolveria a cidade de Split.
Após o colapso do Império Romano do Ocidente em 476, com o início do período de migrações, Júlio Nepos governou brevemente seu diminuto domínio do Palácio de Diocleciano, após sua fuga da Itália em 476.
Então a região passaria a ser ocupada pelos Ostrogodos até 535, quando Justiniano adicionou o território ao Império Bizantino. Depois, os bizantinos formariam a Tema da Dalmácia no mesmo território.
O período romano se encerra com as invasões dos Ávaros e Croatas nos séculos VI e VII, destruindo muitas das cidades romanas. Romanos sobreviventes retrocederam para locais mais favoráveis na costa, ilhas e montanhas. A cidade de Ragusa foi fundada pelos sobreviventes de Epidauro.

## O Estado medieval croata (até 1102)
Tribos eslavas, dentre elas os croatas, chegaram ao que são hoje a Croácia e a Bósnia e Herzegovina no século VII. Os croatas organizaram-se em dois ducados: o Ducado Panônio, no norte, e o Ducado Dálmata, ao sul. A evangelização dos croatas foi concluída no século IX.
O primeiro governante croata a ser reconhecido pelo papa foi o duque Branimir, a quem o Papa João VIII atribuiu o título de duque da Croácia (dux chroatorum) em 879.
O primeiro rei da Croácia, Tomislau, da dinastia de Trepimiro, foi coroado em 925. Tomislau, rei da Croácia (rex chroatorum), uniu os ducados panônio e dálmata, estabeleceu um Estado de proporções consideráveis, o Reino da Croácia, e derrotou o tsar búlgaro Simão I em uma grande batalha na fronteira dos dois reinos, na região da Bósnia. O Reino da Croácia atingiu o seu auge durante o reinado do rei Pedro Cresimiro IV (1058-1074).
Com a extinção da dinastia local no fim do século XI, na Batalha do Monte Gvozd, os croatas reconheceram Colomano, rei da Hungria, como soberano, no que constituiu uma união pessoal, formalizada por tratado de 1102 (chamado Pacta Conventa).

## A União Pessoal com a Hungria (1102-1526)
As consequências da união pessoal incluíram o surgimento do feudalismo na Croácia e a ascensão de famílias nobres locais como a de Frankopan e a de Šubić. Nessa época, o governador das províncias da Croácia era intitulado Ban.
Os príncipes de Bribir, da família de Šubić, tornaram-se particularmente influentes, com controle sobre grandes áreas da Dalmácia, da Eslavônia e da Bósnia. Entretanto, subsequentemente os angevinos intervieram e restauraram a autoridade real. Ademais, venderam a Dalmácia inteira para Veneza em 1409.
Quando as incursões turcas na Europa principiaram, a Croácia mais uma vez tornou-se uma área de fronteira. Os croatas viram-se travando um número crescente de batalhas e perdendo uma quantidade cada vez maior de território para o Império Otomano.

## O Império Habsburgo, Veneza e os Otomanos (1527-1918)

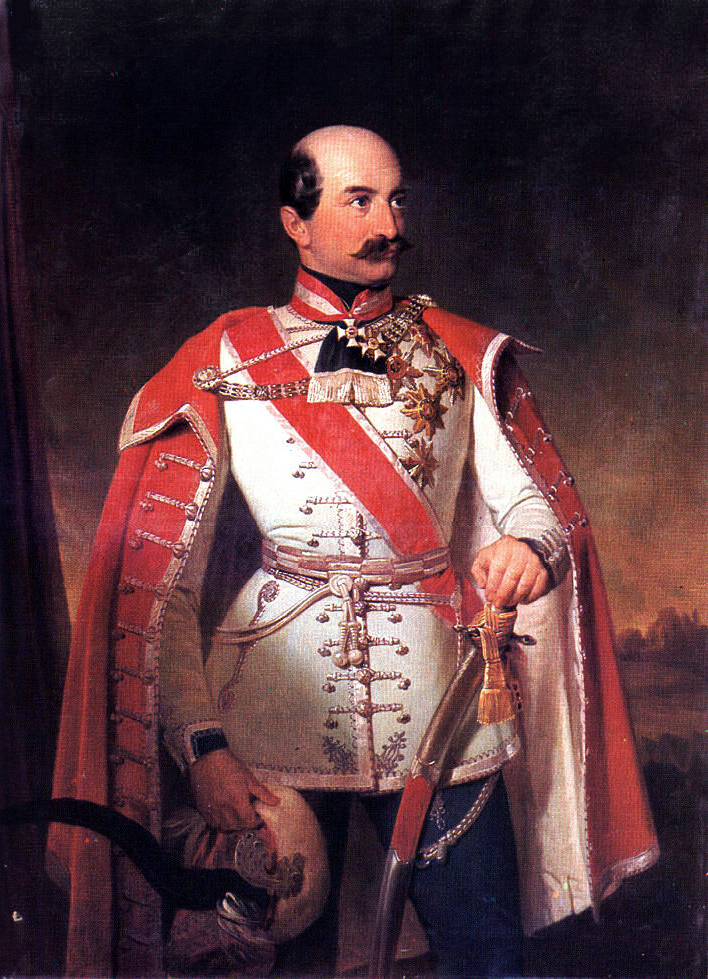
Ban Josip Jelačić.

O resultado catastrófico da batalha de Mohács, em 1526 – a morte do Rei Luís II (Lajos II em húngaro), o fim da dinastia dos Jagelão (Jagelló em húngaro) e a captura ou morte de grande parte da nobreza húngara – enterrou a esperança de resistência frente ao Império Otomano, que anexou, no século XVI, a maior parte da Eslavônia, da Bósnia ocidental e a Lika. A coroa da Croácia (bem como a da Hungria) passou então à Casa de Habsburgo.
Mais tarde, no mesmo século, grandes áreas da Croácia e da Eslavônia, contíguas ao Império Otomano, foram reunidas pelo Império Habsburgo na chamada Fronteira Militar (Vojna Krajina), governadas diretamente desde o quartel-general militar em Viena. A área acabou ficando deserta e foi posteriormente ocupada por colonos sérvios, alemães e outros.
Com a queda do forte Bihać em 1592, apenas um pequeno trecho da Croácia permaneceu livre do controle otomano. O exército otomano sofreu sua primeira retirada em território croata após a batalha de Sisak, em 1593; os Habsburgos lograram, então, retomar quase todo o território perdido aos turcos, com exceção do que é hoje a Bósnia e Herzegovina.
No século XVIII, o Império Otomano foi expulso da Hungria e da Croácia. A Imperatriz Maria Teresa foi apoiada pelos croatas na Guerra de Sucessão Austríaca de 1741-1748 e posteriormente fez consideráveis contribuições aos interesses croatas.
Com a queda da República de Veneza em 1797, suas possessões no Adriático oriental tornaram-se objeto de disputa entre a França e a Áustria, com esta última levando a melhor – em 1815, a Dalmácia e a Ístria já eram parte do império, embora ficassem sob controle austríaco, enquanto que o resto do que é hoje a Croácia permanecesse sob a coroa da Hungria (que, por sua vez, pertencia aos Habsburgos austríacos).
Em meados do século XIX, veio à tona o nacionalismo romântico na Croácia, que foi usado para contrabalançar a aparente germanização e magiarização do país. O Movimento Ilírio atraiu personalidades influentes dos anos 1830 em diante e produziu efeitos importantes na língua e na cultura croatas.
Após as Revoluções de 1848 em territórios dos Habsburgos e a criação da monarquia dual da Áustria-Hungria, a Croácia perdeu a sua autonomia doméstica, apesar das contribuições de seu ban Jelačić em reprimir a rebelião húngara. A autonomia croata foi restabelecida em 1868, com o Acordo Húngaro-Croata.

## A primeira Iugoslávia (1918-1941)
Pouco antes do término da Primeira Guerra Mundial em 1918, o Parlamento croata cortou relações com a Áustria-Hungria, enquanto as forças aliadas derrotavam o exército dos Habsburgos. Em seguida, o Conselho Popular (Narodno vijeće) do Estado, imbuído de uma tradição pan-eslávica com meio século de existência, uniu-se à Sérvia e Montenegro, formando o Reino dos Sérvios, Croatas e Eslovenos.
Em 1921, a nova constituição centralizou o poder na capital Belgrado e redesenhou as fronteiras internas em favor da maioria sérvia, em detrimento dos croatas chefiados por Stjepan Radić. Os croatas passaram então a boicotar o governo do Partido Radical Popular sérvio, exceto entre 1925 e 1927.
Em 1928, Radić foi mortalmente ferido por um deputado sérvio durante uma sessão do Parlamento, o que causou mais comoção em Zagreb. Em 1929, o Rei Alexandre proclamou a ditadura e impôs uma nova constituição que, dentre outras mudanças, alterava o nome do país para Reino da Iugoslávia.
O Rei Alexandre foi assassinado em 1934, em Marselha, França, por uma coalizão de dois grupos radicais, o Ustaše  croata e o VMRO macedônio. A Croácia recebeu uma certa medida de autonomia em 1939, quando de uma reorganização das províncias, mas o regime militarista em Belgrado desmoronou em 1941 e as potências do Eixo ocuparam a Iugoslávia.

## Estado Independente da Croácia (1941-1945)

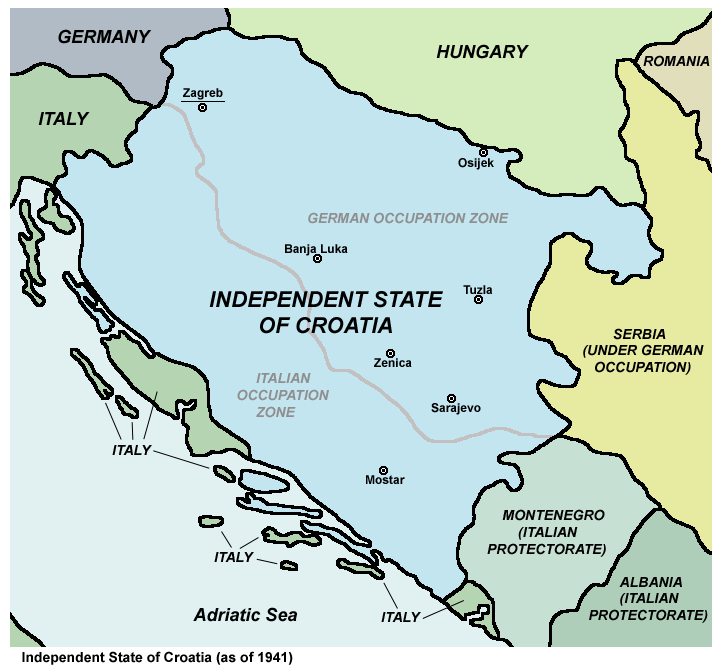

A ocupação da Iugoslávia pelo Eixo em 1941 colocou no poder a organização de extrema-direita Ustaše, formando o Estado Independente da Croácia, chefiado por Ante Pavelić. Na verdade um fantoche das potências do Eixo, o novo Estado promulgou leis raciais, estabeleceu oito campos de concentração e deu início a uma campanha de extermínio de sérvios, judeus e roma (ciganos).
O movimento de resistência antifascista surgiu no início de 1941, sob comando do Partido Comunista, chefiado por Josip Broz Tito, da mesma maneira que em outras partes da Iugoslávia. A guerrilha monarquista sérvia Četnici, por sua vez, protegia do Ustaše os aldeães sérvios e retaliava contra os croatas.
O campo de concentração de Jasenovac, criado pelos Ustaše no começo da guerra, foi um dos maiores sítios de execuções em massa da Europa ocupada, no qual pereceram dezenas de milhares (segundo algumas estimativas, centenas de milhares) de pessoas.
Tanto o Ustaše como a Četnici colaboraram com o Eixo e combateram juntos contra a resistência. Em 1943, o movimento de resistência tomou novo fôlego e logrou expulsar, até 1945, todos os colaboradores nazistas, com o auxílio do Exército Vermelho. O conselho antifascista da liberação popular da Croácia (ZAVNOH), criado em 1943, formou então um governo civil provisório.

## A Segunda Iugoslávia (1945-1991)

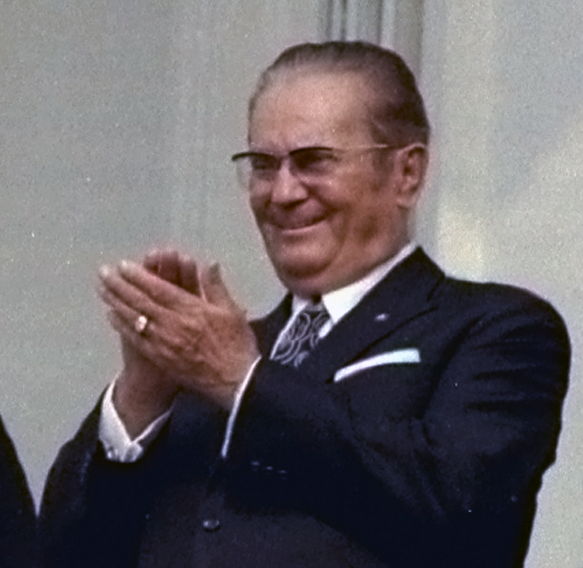
Josip Broz Tito.

A Croácia tornou-se parte da Iugoslávia Democrática Federal em 1945, a qual era governada pelo Partido Comunista Iugoslavo, de Tito. Este, de origem croata, adotou uma cuidadosa política para administrar as ambições nacionais dos croatas e dos sérvios.
A República Socialista da Croácia integrava uma federação de seis entidades políticas. Com o novo regime comunista, a propriedade privada foi abolida e a economia baseava-se num tipo de socialismo planejado. O país passou por uma fase de reconstrução, recuperou-se da Segunda Guerra Mundial, industrializou-se e começou a desenvolver o turismo.
A constituição federal de 1963 equilibrou o poder entre croatas e sérvios, mas não evitou por completo as tensões nacionalistas: durante a Primavera Croata de 1970-71, estudantes em Zagreb organizaram manifestações pedindo mais liberdades civis e maior autonomia para a Croácia. O regime reprimiu o protesto e prendeu os dirigentes, mas o episódio levou à promulgação de uma nova constituição em 1974, que conferiu maiores direitos às repúblicas federadas.
Em 1980, após a morte de Tito, as dificuldades políticas, étnicas e econômicas acumularam-se e o governo federal começou a desmoronar. O surgimento de Slobodan Milošević na Sérvia, dentre outros acontecimentos, provocou uma forte reação negativa na Croácia, com o recrudescimento do nacionalismo e da discórdia política.

## A Croácia Moderna (1990/91)
Em 1990, realizaram-se as primeiras eleições livres, vencidas por um movimento popular chamado União Democrática Croata (HDZ), chefiado por Franjo Tuđman (general do movimento croata antifascista durante a Segunda Guerra). O objetivo do HDZ era obter uma maior grau de independência para a Croácia, a que se opunham os sérvios étnicos na república e o governo central de Belgrado. A polarização política contribuiu para afastar ainda mais os dois grupos étnicos e terminou em violência.
Em meados de 1990, os sérvios das áreas de montanha, onde constituíam uma relativa maioria, rebelaram-se e formaram uma Região Autônoma da Krajina Sérvia (mais tarde, República da Krajina Sérvia), não-reconhecida. A reação da polícia croata foi barrada pelo Exército Federal Iugoslavo (JNA), controlado pelos sérvios. O auge do conflito foi a chamada "revolução das toras": os sérvios da Krajina bloquearam as estradas para os balneários turísticos na Dalmácia e começaram um processo de limpeza étnica da população não-sérvia.
Com a declaração de independência da Croácia em 1991, o JNA passou a apoiar ostensivamente as milícias sérvias dentro da Croácia. Muitas cidades croatas, como Vukovar e Dubrovnik, foram atacadas pelas forças sérvias. O Parlamento croata cortou todos os laços restantes com a Iugoslávia em outubro de 1991.
A população civil fugiu em massa das áreas de conflito armado: milhares de croatas mudaram-se da área de fronteira com a Sérvia e a Bósnia, enquanto que milhares de sérvios ocuparam a região. Em vários lugares, os militares obrigaram os civis a sair, num ato de limpeza étnica.
A cidade fronteiriça de Vukovar sofreu um cerco de três meses - a batalha de Vukovar -, durante o qual quase todos os edifícios foram destruídos e a maioria da população viu-se forçada a fugir. Os sérvios tomaram-na em novembro de 1991. Chocada com as atrocidades cometidas pelos sérvios, a comunidade internacional começou a reconhecer a independência da Croácia. Em janeiro de 1992, a maior parte do mundo reconhecia o país.
Com as ordens de cessar-fogo das Nações Unidas, os dois lados entrincheiraram-se. O JNA recuou para a Bósnia e Herzegovina, onde a guerra ainda iria começar. Ao longo e 1992 e 1993, a Croácia recebeu 700.000 refugiados da Bósnia, em geral muçulmanos.
Após uma fase de conflito em menor escala na Croácia, as forças armadas croatas lançaram em agosto de 1995 a Operação Tempestade e liberaram com rapidez a maior parte da chamada Krajina, o que causou um êxodo maciço da população sérvia. Alguns meses depois, a guerra terminou com o Acordo de Dayton.
Após a morte do Presidente Tuđman em 1999, o país passou por várias reformas liberalizantes a partir de 2000, com uma recuperação econômica e a cura de feridas de guerra. O país tornou-se membro de diversas organizações internacionais e regionais importantes e aderiu à União Europeia em 1 de julho de 2013.